# Aricia montana
Aricia montana är en fjärilsart som beskrevs av Rühl 1895. Aricia montana ingår i släktet Aricia och familjen juvelvingar. Inga underarter finns listade i Catalogue of Life.